# بیماری سلیاک
بیماری سلیاک (به انگلیسی: Coeliac disease) یا اسپروی سلیاک یک اختلال آلرژی و خودایمنی روده باریک با زمینه ژنتیکی (ارثی) است. در این بیماری گوارشی پرزهای روده باریک آسیب دیده و در جذب مواد اختلال دارد. در صورتیکه بیماران مبتلا به سلیاک پروتئینی از دسته گلوتن که در برخی از غلات مانند گندم، جو، چاودار و گاه جوی دوسر وجود دارد را مصرف کنند دچار علایم عدم تحمل می‌شوند. ظاهراً ورود گلوتن به سلول‌های پرزهای روده موجب پاسخ سیستم ایمنی می‌شود. واکنش التهابی ایجاد شده موجب تحلیل پرزهای روده (villous atrophy) وکاهش فعالیت آنزیمهای روده می‌شود. چون بخش عمده‌ای از جذب مواد غذایی در روده در پرزهای روده انجام می‌گیرد تخریب پرزها موجب سوء جذب می‌شود. اغلب موارد بیماری سلیاک، ژنتیکی هستند. بیماری سلیاک واگیر یا سرطانی نیست. این بیماری معمولاً به هنگام دوران شیرخوارگی یا اوایل کودکی (دو هفتگی تا یک سالگی) آغاز می‌شود. امکان دارد علایم هنگامی ظاهر شوند که کودک اول بار شروع به خوردن غذاهای حاوی گلوتن می‌کند. در بزرگسالان، علایم ممکن است به تدریج و در عرض چند ماه یا حتی چند سال پدیدار شوند. شیوع سلیاک در اروپا و آمریکای جنوبی ۰/۲ درصد است. تخمین زده شده که حدود ۸۰٪ بیماران مبتلا به سلیاک، بیماری شان تشخیص داده نمی‌شود. بیماری سلیاک همچنین به نام‌های اسپروی غیر حاره‌ای و بیماری روده باریک حساس به گلوتن هم نامیده می‌شود. گاهی ممکن است بیماری سلیاک با بیماری سندروم روده تحریک پذیر اشتباه گرفته شود که در صورت تشخیص اشتباه، بیمارانی که درمان‌های مرتبط با سندروم روده تحریک پذیر را دریافت کنند بهبود نخواهند یافت.

## نشانه‌ها
بیماری سلیاک طیف وسیعی دارد. شایعترین علائم گوارشی شامل اسهال، نفخ، کاهش وزن ناگهانی، استئاتوره (اسهال چرب) می‌باشد. اسهال چرب، حجیم و رنگ پریده‌است. از دیگر علائم این بیماری خستگی، آسیب به رشد کودک، آتروفی و ضعف عضلانی است. سوءجذب آهن و ویتامین B۱۲ موجب کم خونی، سوء جذب کلسیم و ویتامین D موجب استئوپنی، شکستگی‌های پاتولوژیک استخوان و هیپرپاراتیروئیدیسم ثانویه می‌شود. سایر عوارض بیماری آمنوره، ناباروری، تنگی پیلور، اکیموز و پتشی (کمبود ویتامین K)، خیز و درماتیت هرپتیفورم می‌باشد. شیوع سرطانهای روده در بیماران سلیاکی بالاست.
برخی از افراد مبتلا به سلیاک هیچ علامتی ندارند، زیرا قسمت سالم روده قادر به جذب مواد مغذی کافی برای پیش‌گیری از بروز علائم است. برخی از بالغان مبتلا تنها خستگی و کم خونی دارند.
از دیگر علائم بیماری سلیاک می‌توان ظاهر شدن جوش بر روی پوست، زخم‌های دهانی، عدم تعادل و هماهنگی، پوکی استخوان، افسردگی، سقط مداوم جنین، ریزش مو و پوسیدگی دندان‌ها را نام برد.

## دلیل بیماری

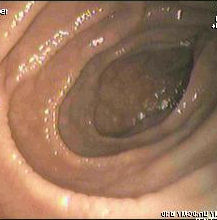
تصویر آندوسکوپی رودهٔ یک بیمار مبتلا به سلیاک

بیماری سلیاک یک بیماری مادرزادی است که به علت عدم تحمل به گلوتن ایجاد می‌شود. گلوتن پروتئینی است که در اغلب غلات وجود دارد.
عوامل افزایش دهنده خطر:
- سابقه خانوادگی بیماری سلیاک
- حاملگی
- سایر آلرژی‌ها

## پیشگیری
در حال حاضر نمی‌توان از آن پیشگیری به عمل آورد.
اما با رعایت یک رژیم سفت و سخت فاقد گلوتن، می‌توان انتظار یک زندگی طبیعی را در اغلب بیماران داشت. روند بهبود در عرض ۳–۲ هفته آغاز می‌شود.

## تشخیص
آزمایش خون (اندازه‌گیری آنتی‌بادیهای ضد گلیادین و ضد اندومایزیال (anti-tTG) در آزمایش‌ها سرولوژی)، HLA تایپینگ، بیوپسی دئودنوم با آندوسکوپی و تستهای تحمل خوراکی (گزیلوز و لاکتوز) از روش‌های تشخیصی رایج هستند.
همچنین یکی از راه‌های تشخیص توسط خود فرد این است که اگر رژیم غذایی بدون گلوتن استفاده کرد و اگر علائم بیماری اش برطرف شد احتمالاً سلیاک دارد. اگر درماتیت هرپتی فرم دارد، مبتلا به سلیاک هست. آزمایش خون به پزشک کمک می‌کند که این بیماری را تشخیص دهد. قبل از شروع رژیم غذایی بدون گلوتن، انجام آزمایش خون ضروری است. تشخیص بیماری با برداشتن تکه‌ای از بافت با استفاده از یک لوله باریک که وارد روده می‌شود، تأیید می‌شود.

## درمان

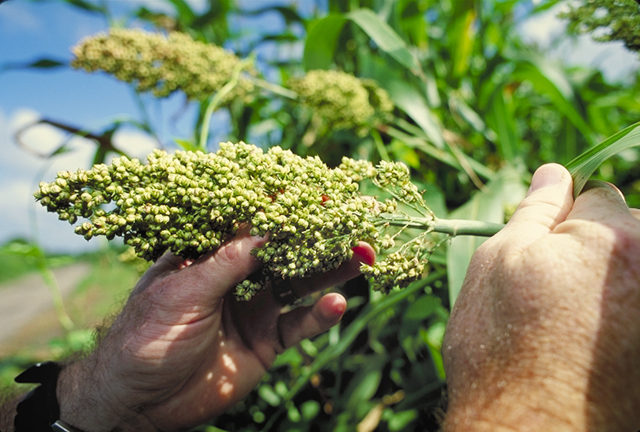
مناسب‌ترین جایگزین بدون گلوتن برای گندم: ارزن

تشخیص قطعی با نمونه‌برداری مسجل می‌شود. برای این کار، نمونه بافتی کوچکی از روده باریک برداشته می‌شود. امکان دارد سه بار نمونه‌برداری انجام شود. یک بار زمانی که گلوتن در رژیم غذایی وجود دارد، یک بار زمانی که گلوتن از رژیم غذایی حذف شده‌است، و دفعه سوم زمانی که دوباره گلوتن در رژیم غذایی گنجانده می‌شود.
تنها انتخاب درمانی، حذف کردن گلوتن از رژیم غذایی است.
اساس درمان این بیماری رژیم غذایی فاقد گلوتن تا پایان عمر است و دوره بهبودی آن با رعایت رژیم غذایی خاص به‌طور معمول ۳ تا ۶ ماه که البته در بزرگسالان به ۲ سال هم می‌رسد.
بیماران مبتلا به سلیاک باید از مصرف مواد غذایی حاوی گندم، جو، چاودار و برخی حبوبات پرهیز و آرد سیب‌زمینی، برنج، عدس، سویا، ذرت و لوبیا را جایگزین آن کنند.
بیشتر مبتلایان به سلیاک به تخم‌مرغ، شکر و روغن حساسیت‌های متفاوتی دارند، از این رو از مصرف محصولاتی که این گونه مواد به وفور در آن‌ها به کار رفته نظیر انواع سس‌ها خودداری کنید.
مبتلایان باید از مصرف غذاهای فرآوردی شده نظیر سوسیس، کالباس، ماکارونی، رشته‌فرنگی، قهوه، نسکافه و تمامی شیرینی‌جات و کیک‌هایی که در آن‌ها از گلوتن یا آرد گندم استفاده شده پرهیز کنند.
به علت آن که این گونه بیماران از مصرف غلات و برخی حبوبات محروم هستند باید برای جبران کمبود ویتامین‌ها و املاح معدنی از میوه‌ها و سبزی‌ها به صورت پخته و تازه، گوشت و لبنیات کم‌چرب، ماهی و برنج بسیار استفاده کنند و روغن‌های مایع ذرت، زیتون، کانولا و هسته انگور را جهت پخت‌وپز به کار برند.

## داروها
- آهن و اسیدفولیک برای کم‌خونی
- کلسیم و مکمل‌های ویتامینی در صورت کمبود
- امکان دارد داروهای کورتیزونی خوراکی برای کاهش پاسخ التهابی بدن در موارد حمله شدید بیماری تجویز شوند.

## رژیم غذایی
رژیم غذایی فاقد گلوتن.
حذف کامل گلوتن از رژیم غذایی دشوار است؛ بنابراین در مدتی که با رژیم جدید به تدریج خو می‌گیرید صبر پیشه کنید. برنامه‌ریزی رژیم غذایی با کمک متخصص تغذیه انجام می‌پذیرد.
هیچ محدودیتی برای فعالیت بدنی وجود ندارد.